# Славко Јунгић Јесеј
Славко Јунгић (Челинац, 1946 —  Челинац, 2002) био је српски професор књижевности, пјесник и боем.

## Биографија
Славко (Глиге) Јунгић рођен је у Марковцу (Челинац) 1946. године, школовање је започео у Челинцу, да би га наставио у бањолучкој Учитељској школи у којој је био један од најдаровитијих ђака своје генерације. Нарочито се истицао својим књижевним и глумачким талентом. У доброј мјери Учитељска школа у Бања Луци била је претеча данашње Академије умјетности. У монографији о овој школи под називом „О школи с љубављу“ записано је да се половином 1963. године појавио школски лист, а посебно се хвали поезија Славка Јунгића и објављује његова првонаграђена пјесма „Плесачима по Црвеним маковима“ за коју је речено да је „саткана од модерног и симболичког ткива које своје коријене вуче од Дучића до Попе“. У њој млади Јунгић упућује поруку:
Губили сте очи у сумрацима,
Ви вихори бесних оркана
Тако је започео његов пјеснички пут. По завршетку Учитељске школе, краће вријеме ради као учитељ, а онда одлази у Нови Сад да студира књижевност код тамошњих изванредних професора: Бошка Новаковића, Драгише Живковића, Сретена Марића и других.
Након завршених студија у Новом Саду Славко се враћа у свој родни Челинац и ради као професор. Поезију пише, али је не објављује. То чини и након пријевременог пензионисања. Пријатељима је говорио: „Кад сједнем за сто с намјером да напишем пјесму, не да ми се“.
Својим боемским начином живота новинарима је био честа инспирација за репортаже, а угледне новине тога доба неријетко су му уступале по цијелу страницу. У тим репортажама остало је записано: „Поезија је Јесеју све у животу; први је комплетан челиначки пјесник; адресе становања нема, он станује у поезији; већ у младости стекао је титулу пјесника, веће није ни желио, а могао ју је досегнути да је хтио; иако је петнаестак година одвојен од учионице, у току је актуелних књижевних и политичких збивања, итд.
Тек 1997. године група Славкових пријатеља окупљених око Народне библиотеке „Иво Андрић“, професор Спасојевић, власник челиначке штампарије «Дизајн» Душко Пејаковић и моја маленкост, подржани од Славковог синовца, а вечерашњег нашег домаћина Жељка Јунгића, припремамо и објављује његову прву збирку пјесама „У води облаци“, са 68 пјесама. Није то био лак посао јер Славко своје пјесме није скупљао него их је поклањао конобарицама, трговкињама, пријатељима.
Славко се свом књижевном првенцу обрадовао као што се родитељ дјетету обрадује. Збирка је промовисана, а гдје би другдје него у кафани, најчешћем Славковом свратишту, у «Плажи», пред неколико десетина угледних Челинчана и истакнутих универзитетских професора и књижевника. Упркос силној жељи да на своју прву промоцију дође тријезан, није се успио одупријети силној треми и узбуђености које су га заокупљале.
Рецензент те збирке Никола Томовић је казао: «Јунгићеви стихови настају спонтано, као бљесци трнутка и одјеци случаја. Он је трагач за нечим што се не налази у правилима државне службе и оквирима свакидашњице; пјесме су најљепше оно што је у њему». Други рецензент Момчило Спасојевић, записао је: „То је поезија чистих тонова и раскошних боја ране јесени...»
Друга Славкова збирка ЗРЕЊЕ БОЛА, изашла је у издању „Ослобођења“, Српско Сарајево, 2001. године, и садржи 58 пјесма. А онда, прохладног предвечерја 14. фебруара 2002. године, дакле тачно на данашњи дан, на путу Челинац – Јошавка у мјесту Штбре Славко је несретним случајем стардао у саобраћајној несрећи као пјешак у 56. години живота.
Издавач друге његове збирке пјесама књижевник Ранко Прерадовић, у „Ослобођењу“ од 20. фебруара 2002. у некрологу, записао је: „Зла коб је из живота насилно узела челиначког боема, професора књижевности и пјесника Славка Јунгића. Било је договорено да се његова друга књига „Зрење бола“, која је изашла прошле године, промовише чим Јесеј за то осјети снагу у Бањој Луци, у Културном центру Бански двор али, ето, умјесто спремности да закажемо промоцију, заказао је живот, уранила је смрт, отишао је Јунгић међу оне који остају с нама у књигама. Живећи напамет више него са смислом, ко зна, нико, нико ништа не зна... Можда га је срећа узела из несретлука живота.
Народна библиотека "Иво Андрић“ Челинац, опет уз подршку господина Жељка Јунгића 2003, постхумно објављује трећу збирку пјесама Славка Јунгића Јесеја „Kад смеђа шума сване“, са 60 пјесама. У рецензији Момчило Спасојевић је између осталог записао: "Будући да из близине гледано ништа није велико о Јунгићевим пјесмама судиће будућност. Његову поезију одликује мисаоност, снага израза и колорит, осјећај умјетничке мјере и доживљеност оног о чему пјева, богат, живописан и чист језик".Објавио је двије збирке пјесама за живота, док је његова трећа збирка објављена постхумно. Да је био поштован у народу и да је био значајан за овај крај говори и податак да је 10 година након смрти, 2012. године успостављена је књижевна награда под називом „Славко Јунгић Јесеј“, која се и данас додјељује. Познат је и по томе да је суграђанима поклањао руком написане пјесме.
Трагично је погинуо у саобраћајној несрећи.